# Língua aglutinante
Uma língua aglutinante ou aglutinativa é uma língua que faz uso extensivo de aglutinação: a maior parte das palavras é formada pela união de morfemas. O termo foi introduzido por Wilhelm von Humboldt em 1836 para classificar línguas de um ponto de vista morfológico. O nome é derivado do verbo latino “agglutinare”, que significa “grudar” (uma coisa a outra).
Uma língua aglutinante é uma forma de língua sintética na qual cada afixo representa, na maioria dos casos, uma unidade significante (tal qual diminutivo, tempo pretérito, plural, etc.), e morfemas aglutinados são expressos por afixos (e não por mudanças internas do radical, ou mudanças de acentuação ou entonação). Além disso, os afixos de uma língua aglutinante geralmente são, por sua vez, morfemas, e não são fundidos com outros. Também não sofrem mudanças morfológicas condicionadas por outros afixos.
As línguas sintéticas não aglutinantes são chamadas fusionais e, por vezes, combinam afixos “espremendo-os” juntos, muitas vezes com grandes alterações, e associando vários significados a um afixo (por exemplo, na palavra portuguesa “comi”, a desinência “i” carrega os significados de modo (indicativo), voz (ativa), tempo (pretérito), aspecto (perfeito), pessoa (primeira) e número (singular).
“Aglutinante” é às vezes usado como sinônimo de sintético, embora tecnicamente não seja. Quando usada deste modo, a palavra abarca línguas fusionais e flexivas em geral. O contraste entre línguas fusionais e aglutinantes frequentemente não é forte. Ao invés disso, pode-se até pensar nesses tipos como pontas de um continuum, com várias línguas, cada qual pendendo mais para uma ponta ou para outra.
Línguas aglutinantes tendem a ter uma alta taxa de afixos/morfemas por palavra, a serem bastante regulares. Por exemplo, o japonês possui apenas dois verbos irregulares (e não “muito” irregulares), a língua náuatle também apenas dois e o turco apenas um. A língua georgiana é uma exceção; é não somente altamente aglutinada (pode haver até oito morfemas por palavra), como também possui um significativo número de verbos irregulares, variando em graus de irregularidade.

## Exemplos de línguas aglutinantes
Exemplos de línguas aglutinantes são as línguas turcas (ver turco), línguas mongólicas, línguas japónicas, muitas línguas tibeto-burmesas, o basco, o coreano, a língua dravidiana, muitas línguas urálicas (sendo as principais o húngaro, o finlandês e o estoniano), o inuktitut, o suaíli, o zulu, o malaio, as línguas caucasianas do nordeste e noroeste, as linguas caucasianas meridionais e línguas americanas nativas, tais quais o mapudungun (língua dos povos mapuche do Chile e Argentina), as línguas da família tupi-guarani, o náuatle (México), o huasteca, o salish (natural da costa oeste do Canadá), etc.
Aglutinação é uma classificação tipológica e não implica relação linguística, embora haja familiaridade entre algumas línguas aglutinantes. Por exemplo, a língua proto-urálica, ancestral das línguas urálicas, era aglutinante, e a maioria das línguas descendentes herdaram essa característica.
Muitas línguas desenvolveram essa propriedade devido à evolução convergente. Parece existir uma preferência evolucionaria das línguas aglutinantes em direção às línguas fusionais, e daí para línguas analíticas, que por sua vez evolvem novamente para línguas aglutinantes.
Algumas línguas planificadas como o esperanto e o klingon são aglutinantes.